# Suchý zip

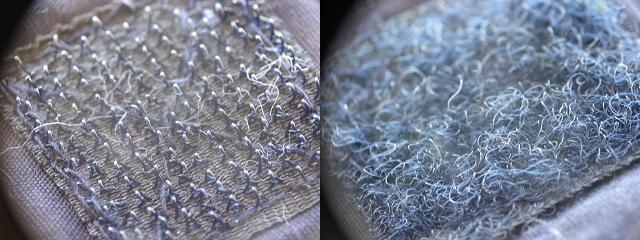
Háčky a textilie suchého zipu

Suchý zip (odborně stuhový uzávěr) je spojovací materiál tvořený dvěma různými textilními vrstvami určenými k dočasnému nebo trvalému spojování. Jedna část zipu je vyrobena z textilie s čnějícími vlákny-očky, druhá část z textilie s čnějícími vlákny-háčky. Drobné háčky se zachytávají do protějších drobných oček („kus–protikus“). Podobně se v přírodě zachytávají úbory lopuchu nebo např. plody řepíku či kuklíku na srsti nebo peří zvířat.

## Historie
Suchý zip vynalezl švýcarský inženýr Georges de Mestral v roce 1948. Inspiraci získal při procházce v Alpách: všiml si, že se úbory lopuchu přichytávají na jeho šaty i na srst psa. Svůj vynález (patent udělen v roce 1955) pojmenoval „VELCRO“ podle francouzského slova „velours“ znamenajícího samet a „crochet“ znamenajícího háček. V některých zemích se pod tímto názvem suchý zip prodává a často se jedná o obchodní známku.
Velcro (suchý zip) se vyrábí tkaním nylonového vlákna. Jeden typ tkaniny tvoří hustě nahloučené drobné smyčky, druhý typ hustě nahloučené drobné háčky, které se vyrábějí rozpůlením smyček. Z každé smyčky se tak stanou dva háčky. Tkanina se poté zahřeje a tvar háčků a smyček se tímto způsobem stabilizuje. Takto vyrobený suchý zip se na materiály, k jejichž spojování má sloužit, připevňuje šitím nebo lepením.
Suchý zip je zhotoven tak, aby se dal velice snadno rozpojovat, ale jeho odpor vůči bočním silám je obdivuhodný. Některé druhy jsou tak odolné proti síle smyku (boční síle), že například zip o ploše menší než 120 milimetrů čtverečních udrží váhu jedné tuny.[zdroj?]

## Využití

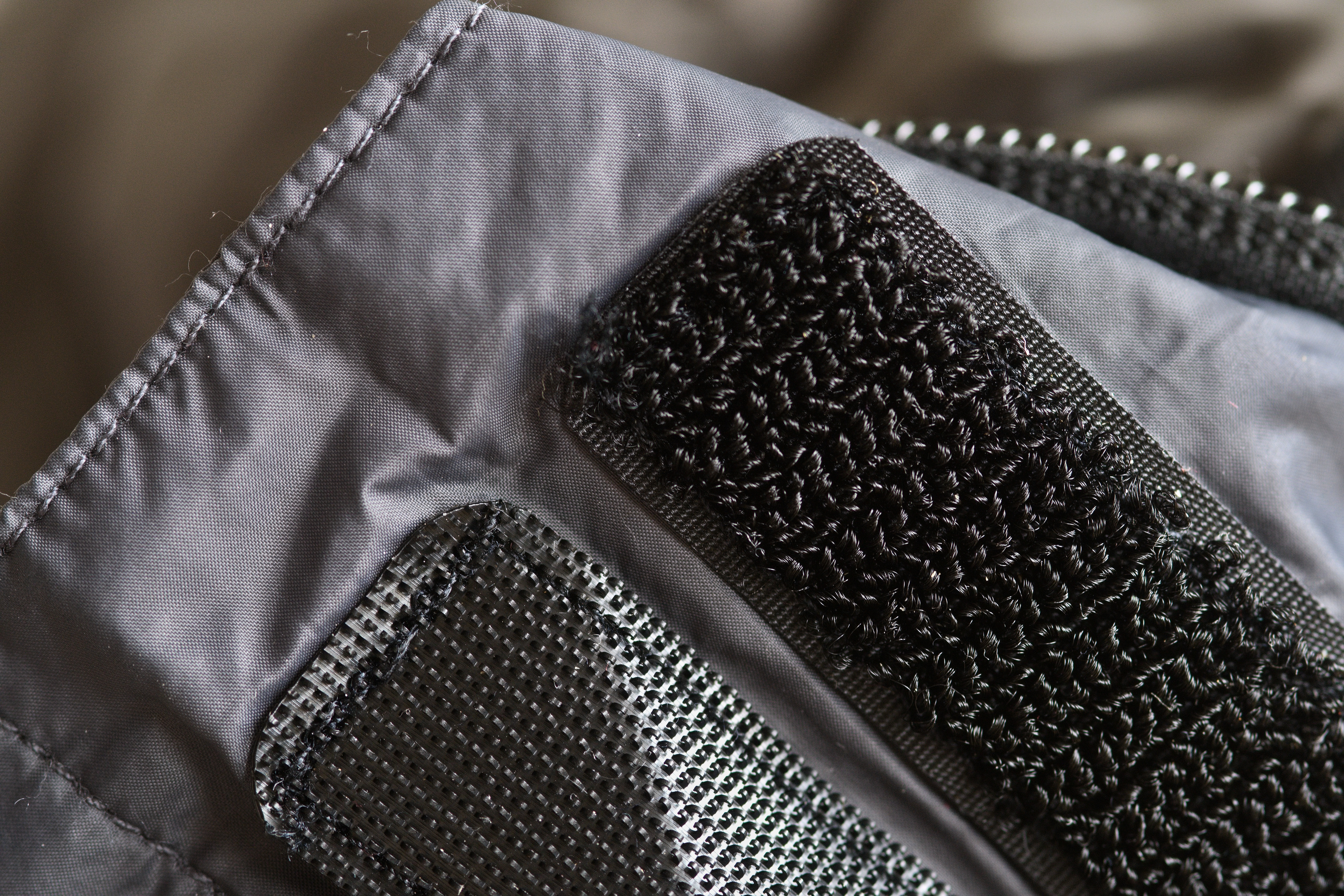
Suchý zip na spacáku.

- Suchý zip našel zhruba od 80. let 20. století využití v textilním průmyslu. Také může být často částí obuvi, různých brašen, batohů, vaků, potahů, stanů atd.
- Od 60. let 20. století je ve velké míře používán v interiéru kosmických lodí (jako např. program Apollo) k přichytávání nástrojů, nákladu a dalších předmětů ke stěnám lodi nebo ke skafandru, aby se zabránilo jejich volnému poletování v beztížném stavu. Suchý zip je jednoduchou, bezpečnou a elegantním alternativou k vázání předmětů lany či sítěmi k okům a madlům, nebo používání kovových spojovacích mechanismů. V těchto případech jsou použity teflonové háčky a polyesterová očka.
- Některé vojenské uniformy mají nad jednou z kapes na prsou suchý zip na štítek s hodností nebo jménem.

## Výhody
- rychlá a jednoduchá manipulace (např. i oproti zdrhovadlu je rychlejší, nevyžaduje přidržování připevňovaného předmětu);
- není citlivý na vlhkost, funguje i pod vodou;
- lze ho oplachovat, mýt i prát v pračce;
- je levný a dá se snadno vyrobit;
- oproti většině jiných typů spojů (madla, lana, úchyty, smyčky, zámky...) je lehčí a zabírá méně místa;
- na rozdíl od magnetických spojů lze použít i v prostředí, kde by magnetické pole působilo problémy.

## Nevýhody
- opotřebovává se (s každým rozepnutím se očka textilie přetrhávají) a po mnoha rozepnutích nemusí být spojení spolehlivé či bezpečné;
- je omezen do prostředí, ve kterém teplotně vydrží nylonové háčky;
- háčky mohou zachytávat i jiný než určený materiál a plocha s háčky se může zanést do té míry, že dokud není cizích vláken zbavena, je nefunkční;
- zachytávají-li háčky jiný materiál, mohou jej poškodit (např. při praní).

## Suchý zip v kultuře
- Ve filmu Muži v černém tvrdí agent K (Tommy Lee Jones), že suchý zip je technologie mimozemšťanů, kterou muži v černém zabavili. Naráží se tím na fakt, že někteří Američané se domnívají, že suchý zip vynalezli vědci v NASA.
- V seriálu Star Trek se také tvrdí, že suchý zip přinesli na Zem mimozemšťané.
- Hudební skupina ZZ Top nahrála píseň pojmenovanou Velcro Fly.